# Karl-Erik Alberts
Karl-Erik Ingemar Alberts, originalmente Karl Erik Ingemar Alberts, (Gotemburgo, 7 de diciembre de 1910 -  Estocolmo, 2 de diciembre de 1989). Fue un destacado director de fotografía y director sueco de cortometrajes.

## Estudios
Alberts comenzó sus estudios en un instituto comercial y luego continuó en la universidad, pero cambió su carrera hacia la fotografía. Trabajó para Svensk Filmindustri, Europafilm, Centrumateljéerna, Svensk Talfilm, Kinocentralen y Irefilm.

## Carrera
Karl-Erik Alberts comenzó como director de fotografía en Äktenskapsleken de Ragnar Hyltén-Cavallius (1935, con Zarah Leander y Einar Axelsson). Sus siguientes cincuenta y cuatro películas suecas (producidas principalmente por Svensk Filmindustri) incluyen Traffic in Women, de Arnold Sjöstrand (1947, con Eva Dahlbeck y Gunnar Björnstrand), Hope Lives (1951, con Ingrid Thulin y Per Oscarsson) y Mademoiselle Avril (1958, con Lena Söderblom y Gunnar Björnstrand), estos dos últimos dirigidos por Göran Gentele. La última película de la que dirigió los planos se estrenó en 1970.
También fue primer asistente de cámara en once películas suecas de la década de 1930, entre ellas Intermezzo de Gustaf Molander (1936, con Gösta Ekman e Ingmar Bergman).
Karl-Erik Alberts murió en 1989, a la edad de 78 años.

## Obras

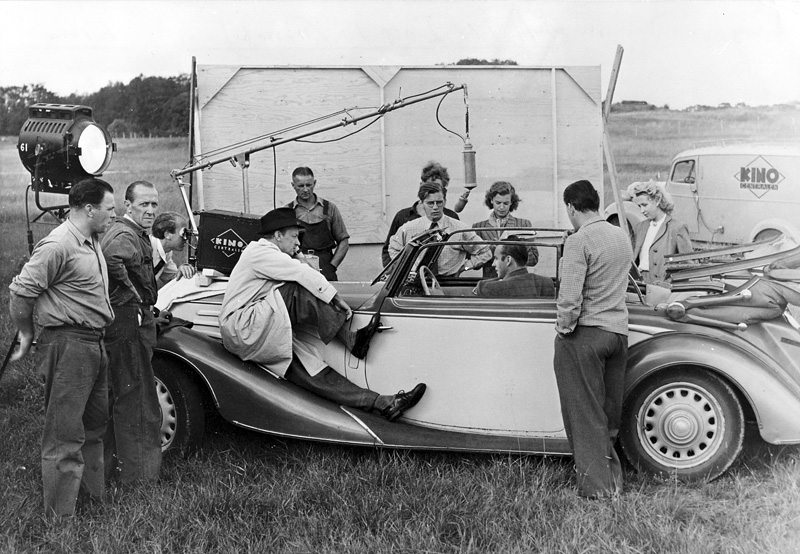
Hem från Babylon (1941): fotografía del set, con Karl-Eric Alberts (detrás de la cámara) y el director Alf Sjöberg (con sombrero)

Entre sus obras como director se destacan:
- 1952 - Oisa Voisa, Boys.
- 1938 - Frisksport.

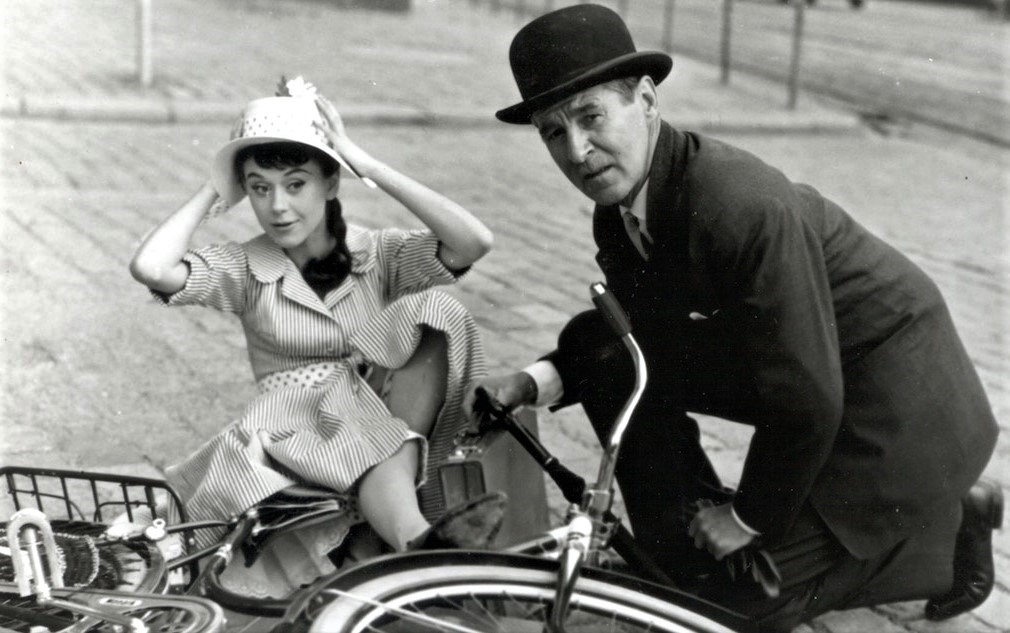
Lena Söderblom y Gunnar Björnstrand, en Mademoiselle Avril (1958)

Algunas de sus películas más reconocidas como director de fotografía incluyen:
- 1968 – Farbror Blås nya båt.
- 1966 – Åsa-Nisse i raketform.[3]
- 1965 – Åsa-Nisse slår till.
- 1959 – Sängkammartjuven
- 1956 – Ett dockhem.